# Pollicipes polymerus
Pollicipes polymerus е вид ракообразно животно, срещащо се в големи количества по скалистите брегове на тихоокеанското крайбрежие на Северна Америка. Прикрепва се към скали или други предмети, чрез силно и жилаво краче с дължина до 10 cm.

## Размножаване
Тези видове са хермафродити. Възпроизвеждането се извършва през лятото и може да има няколко люпила годишно. Яйчниците са разположени в горната част на крачето. В мантийната кухина се отделят около 104 – 240 хиляди яйца наведнъж. Тук те се групират заедно, за да образуват яйчни маси. Яйцата се излюпват след 3 до 4 седмици. Новоизлюпилите се хранят с фитопланктон.